# Wyspa Harpera
Wyspa Harpera (ang. Harper's Island) – amerykański serial sensacyjny.

## Obsada
- Elaine Cassidy jako Abby Mills
- Christopher Gorham jako Henry Dunn
- Katie Cassidy jako Trish Wellington
- Cameron Richardson jako Chloe Carter
- Adam Campbell jako Cal Vendeusen
- Matt Barr jako Christopher "Sully" Sullivan
- C.J. Thomason jako Jimmy Mance
- Jim Beaver jako Szeryf Charlie Mills
- Brandon Jay McLaren jako Danny Brooks
- Gina Holden jako Shea Allen
- Cassandra Sawtell jako Madison Allen
- David Lewis jako Richard Allen
- Victor Webster jako Hunter Jennings
- Chris Gauthier jako Malcolm Ross
- Beverley Elliott jako Maggie Krell
- Richard Burgi jako Thomas Wellington
- Claudette Mink jako Katherine Wellington
- Sean Rogerson jako Joel Booth
- Ali Liebert jako Nikki Bolton
- Amber Borycki jako Beth Barrington
- Anna Mae Wills jako Kelly Seaver
- Ben Cotton jako Shane Pierce
- Dean Chekvala jako J.D. Dunn
- Harry Hamlin jako Uncle Marty Dunn
- Sarah Smyth jako Lucy Daramour
- Dean Wray jako Cole Harkin

## Opis fabuły
Abby Mills to młoda, piękna i wrażliwa dziewczyna. Po wieloletniej nieobecności powraca na wyspę, na której seryjny morderca brutalnie zamordował jej matkę. To wydarzenie wywołało w Abby głęboką traumę, jak również zniszczyło jej relacje z ojcem. Teraz Abby musi przemóc się, by wrócić w miejsce kryjące koszmarne wspomnienia.
Jej najlepszy przyjaciel, Henry Dunn bierze ślub z Trish Wellington. Jednak ten ślub nie wszystkim przypada do gustu – Trish jest bowiem dziedziczką fortuny, a Henry pochodzi ze znacznie niższych warstw społecznych.
Złożona sytuacja staje się jeszcze bardziej skomplikowana, gdy ginie pierwsza osoba a po niej następna.